# Преображенский, Константин Георгиевич
Константи́н Гео́ргиевич Преображе́нский (род. 9 июня 1953, Москва) — бывший подполковник КГБ, японист, публицист, автор книг о работе разведывательных и контрразведывательных органов в СССР и в современной России. Особую известность получил в связи с исследованиями и публикациями о работе спецслужб Российской Федерации в среде русскоязычных иммигрантов в странах Запада и публикаций о сотрудничестве спецслужб с Русской православной церковью. В 2006 году получил статус политического беженца в США.

## Биография
Константин Преображенский родился в семье генерала КГБ, заместителя начальника Главного управления пограничных войск КГБ СССР, Георгия Преображенского. По окончании средней школы поступил и в 1976 году успешно окончил Институт стран Азии и Африки.
По окончании института начал активную службу в качестве офицера КГБ и прошёл подготовку на Высших курсах КГБ в Минске. По собственным словам: «я вынужден был стать разведчиком, чтобы работать в Японии, поскольку я японовед». Проходил службу в качестве референта начальника Управления Т (научно-техническая разведка) Первого главного управления КГБ СССР. В 1980 — 1985 годах под прикрытием статуса корреспондента ТАСС работал в Японии. В 1985 году был задержан и за ведение разведывательной работы выслан из Японии. В 1991 году в звании подполковника КГБ вышел в запас. Последняя должность — референт начальника научно-технической разведки.
После ухода из КГБ стал говорить и писать том, что «накипело на душе». В период с 1993 года по 2002 год работал в российской англоязычной газете The Moscow Times. В 2000 году в Москве, в издательстве «Центрполиграф», была опубликована его книга «КГБ в Японии».
В январе 2003 году покинул Россию и в марте 2006 году получил политическое убежище в США. Критиковал Владимира Путина, которого считал «мстительным, жестоким и беспощадным». Выступал против примирения РПЦЗ с Московским Патриархатом, уверяя что представители последнего были сотрудниками КГБ. Также обвинял представителей РПЦЗ в работе на КГБ.
Выступает с лекциями о современном положении в России и о деятельности российских спецслужб в среде русскоязычных иммигрантов в университетах США, на радиостанции Voice of America, публикуется в печати.

## Публикации
- Каратэ начинается с поклонов (очерк) // Вокруг света. 1977. — № 1. — С. 69-77
- Очень новая старая пагода (очерк) // Вокруг света. 1977. — № 7. — С. 56-62
- Бамбуковый меч : [Очерки]. — М. : Б. и., 1981. — 73 с. (под псевдонимом Георгий Астахов)
- Спортивное кимоно : (Очерки о спорте в Японии). — М. : Физкультура и спорт, 1985. — 125 с.
- Как стать японцем / [предисловие В. Цветова]. — Москва : Молодая гвардия, 1989. — 284 с. — ISBN 5-235-00870-7
- Неизвестная Япония. — М. : АО «Япония сегодня», 1993. — 285 с. — ISBN 5-86479-073-7
- КГБ в Японии. Шпион, который любил Токио. — Москва : Центрполиграф, 2000. — 455 с. — (Секретная папка). — ISBN 5-227-00623-7
- КГБ в русской эмиграции. — New York : Liberty publ. house, cop. 2006. — 201 с. — ISBN 1932686193
- KGB/FSB's New Trojan Horse: Americans of Russian Descent (англ.). — Gerard Group Publishing, 2009. — ISBN 978-0615249087.
- Агенты КГБ или полезные идиоты? // Литературный европеец. — 06/2012. — № 172. — С. 36-39.
- КГБ в русском зарубежье. — Бостон: M-Graphics publ., 2012. — 418 с. — ISBN 9781934881880
  - КГБ в Русском Зарубежье — БОСТОН: M-Graphics Publishing, 2024. — 422 с. — ISBN 978-1934881880 (второе издание)
- An American Man’s Guide to Russian Women (англ.). — Kindle Edition, 2017. — 65 p.